# George Caley
George Caley, né le 10 juin 1770 à Craven dans le Yorkshire et mort le 23 mai 1829 à Londres, est un botaniste et un explorateur britannique. Caley a été employé par Joseph Banks pour collecter échantillons botanique dans la région autour de Sydney en Australie.

## Biographie
Fils d'un marchand de chevaux, il reçoit une éducation à l'école libre de grammaire à Manchester avant de travailler dans les étables de son père.
En mars 1795, il écrit à Sir Joseph Banks qui lui conseille, pour compléter le maigre salaire de botaniste de travailler comme jardinier, occupation lui permettant en outre d'accroître ses connaissances. C'est ainsi qu'il trouve un travail au jardin botanique du Kew Gardens qui le charge de partir en Australie afin d'y collecter de nouveaux spécimens. Il arrive à Sydney le 15 avril 1800. Banks lui donne un salaire comme botaniste collecteur et ainsi que des vivres.
Caley envoie de nombreux objets d'histoire naturelle et de spécimens botaniques. Sa correspondance permet à Banks de se tenir au courant de la vie de la colonie.
Il fournit également un rapport sur le développement des troupes de bovins qui sont retournés à l'état sauvage. En août 1808, Banks offre à Caley un salaire annuel de 50 livres.
Caley retourne au Royaume-Uni en 1810 et devient, six ans plus tard, responsable du jardin botanique dans l'île de Saint-Vincent. Il démissionne de ce poste en décembre 1822 et retourne au Royaume-Uni au mois de mai.